# Крючонкін Василь Дмитрович
Васи́ль Дми́трович Крючо́нкін (1 (13) січня 1894 , Карповка, Бугурусланський повітd, Самарська губернія, Російська імперія  — 10 червня 1976 , Київ ) — радянський воєначальник, під час німецько-радянської війни командував кавалерійським корпусом, пізніше вже командувач арміями, і під самий кінець війни заступник командувача 1-м Білоруським фронтом. Генерал-лейтенант.

## Біографія
Народився 1 (13) січня 1894 року в селі Карповка (нині в межах Бугурусланського району Оренбурзької області Росія).
У 1915 році був призваний в армію, був молодшим унтер-офіцером.
З грудня 1917 по лютий 1918 року служив у Червоній Гвардії. У роки Громадянської війни у складі 1-ї Кінної армії брав участь у боях проти білогвардійських військ і поляків.
Після війни командував взводом, був начальником полкової школи, начальником штабу, воєнкомом, командиром кавалерійського полку, з 1938 року командир 14-ї кавалерійської дивізії.
В 1923 році закінчив кавалерійську школу. У 1926 році — курси вдосконалення комскладу. 1935 рік — курси вдосконалення старшого комскладу. 1941 рік — курси вдосконалення вищого начскладу при військовій академії імені Фрунзе. 1943 рік — прискорений курс Військової академії Генштабу.
24 березня 1940 року був обраний депутатом Верховної Ради Української РСР по Корецькому виборчому округу № 352 Ровенської області.
У німецько-радянської війни командував дивізією, потім 5-м кавалерійським корпусом (з 26 грудня 1941 р. 3-й гвардійський). З 1942 року Крючонкін командувач арміями: 28-ю (Південно-Західний фронт), 69-ю (Воронезький і Степний фронти) і 33-ю (2-й Білоруський фронт). У 1945 році заступник командувача 61-ї армії, потім заступник командувача 1-м Білоруським фронтом.
Війська під командуванням Крючонкіна брали участь у Сталінградській битві, Мінській, Вісло-Одерській операції і особливо відзначились при відбитті німецького наступу в Курській битві, звільнені Харкова, при форсуванні Дніпра.
Після війни генерал-лейтенант Крючонкін на посаді заступника командувача військами Донського військового округу.
З 1946 року у відставці. Проживав у Києві. Помер 10 червня 1976 року.